# Imigrant (film)

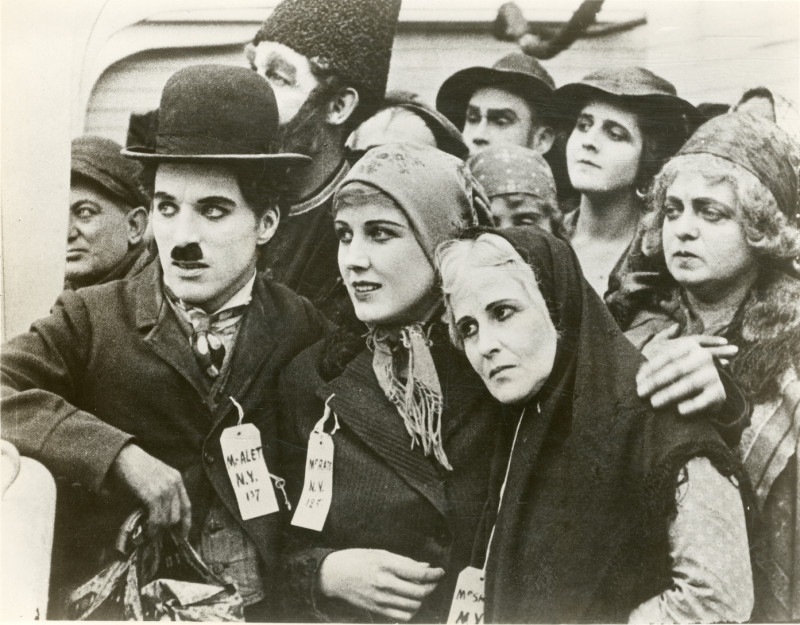
Charlie Chaplin i Edna Purviance w filmie Imigrant (1917)

Imigrant (ang. The Immigrant) − amerykański film niemy z 1917 roku, w reżyserii Charliego Chaplina.
Film opowiada o perypetiach pary imigrantów odbywających podróż statkiem do Ameryki.

## Obsada
- Charlie Chaplin – imigrant
- Edna Purviance – imigrantka
- Eric Campbell – kelner
- Albert Austin – gość w restauracji
- Henry Bergman – artysta
- Loyal Underwood – mały imigrant
- Tiny Sandford – oszust
- John Rand – pijany gość, który nie miał czym zapłacić
- William Gillespie – skrzypek
- Janet Miller Sully – pasażerka